# Thomery
Thomery est une commune française située dans le département de Seine-et-Marne, en région Île-de-France. En 2022, elle compte 3 417 habitants.
Située dans un méandre de la Seine, entre le fleuve et la forêt de Fontainebleau, Thomery est principalement connue pour la culture traditionnelle d'un raisin de table, le chasselas de Thomery, selon des techniques particulières le long de murs et un mode de conservation unique.

## Géographie

### Localisation
La commune de Thomery est située dans le sud du département de Seine-et-Marne, en région Île-de-France, sur la rive gauche d'un méandre de la Seine et en partie dans la forêt de Fontainebleau.
Elle se situe à 21,40 km par la route de Melun, préfecture du département, à 7,68 km de Fontainebleau, sous-préfecture et à 19,10 km de Montereau-Fault-Yonne, bureau centralisateur du canton de Montereau-Fault-Yonne dont dépend la commune depuis 2015. La commune fait en outre partie du bassin de vie de Champagne-sur-Seine.
Le territoire communal s'étend sur seulement 3,710 km2 (dont une infime partie de la forêt de Fontainebleau relevant de la ville éponyme), surface qui en fait l'une des plus petites communes du département.

### Communes limitrophes
Les communes les plus proches sont : Champagne-sur-Seine (1,6 km), Vulaines-sur-Seine (2,9 km), Samoreau (3,0 km), Saint-Mammès (3,2 km), Veneux-les-Sablons (3,4 km), Moret-sur-Loing (4,4 km), Avon (4,5 km), Héricy (4,6 km).
| Samoreau           |                        |                     |
| Avon Fontainebleau | Thomery                | Champagne-sur-Seine |
|                    | Moret-Loing-et-Orvanne |                     |

### Géologie et relief
L'altitude varie de 42 mètres à 96 mètres pour le point le plus haut, le centre du bourg se situant à environ 54 mètres d'altitude (mairie).
Géologiquement intégré au bassin parisien, qui est une région géologique sédimentaire, l'ensemble des terrains affleurants de la commune sont issus de l'ère géologique Cénozoïque (des périodes géologiques s'étageant du Paléogène au Quaternaire),.

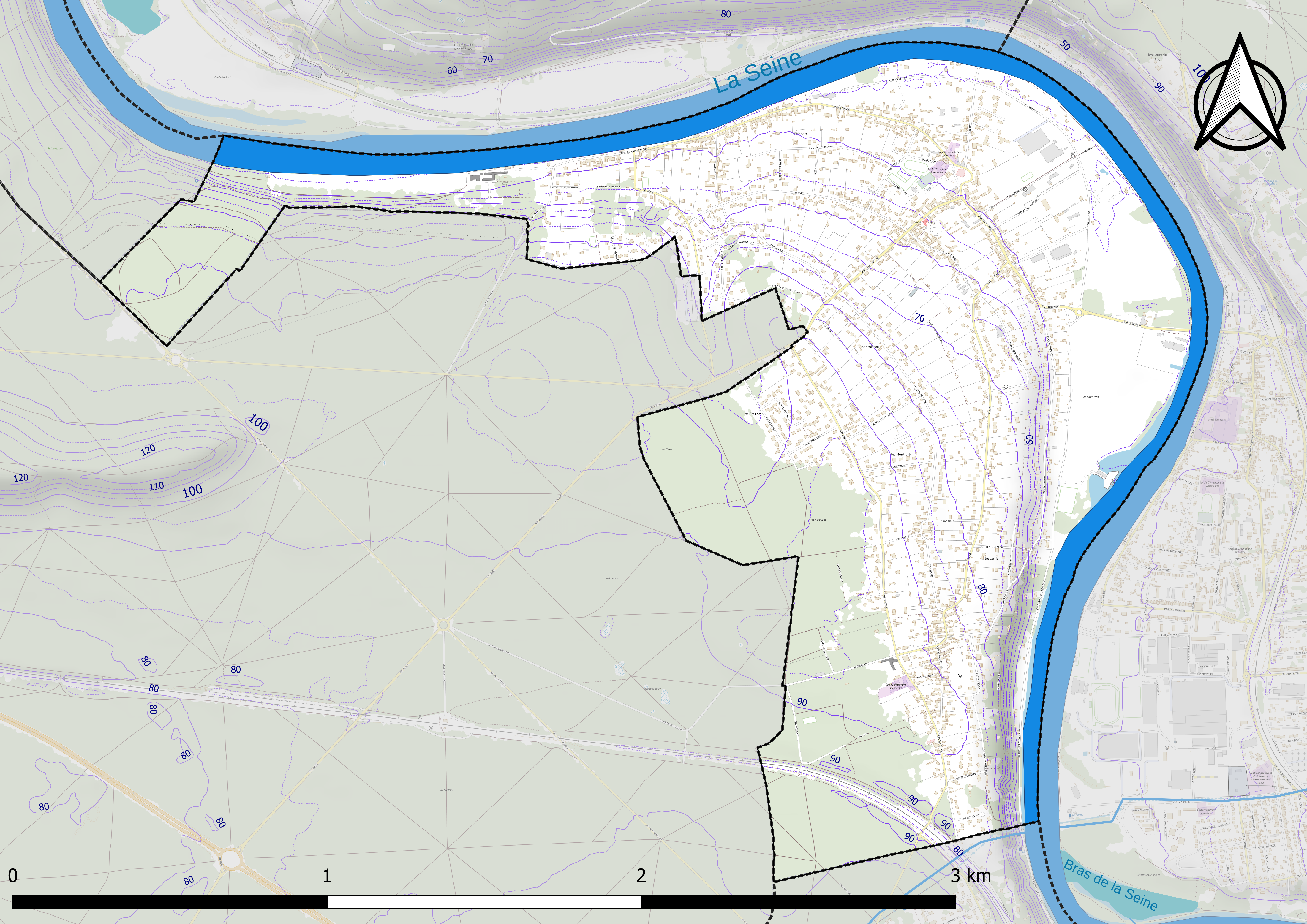
Carte du relief de Thomery.
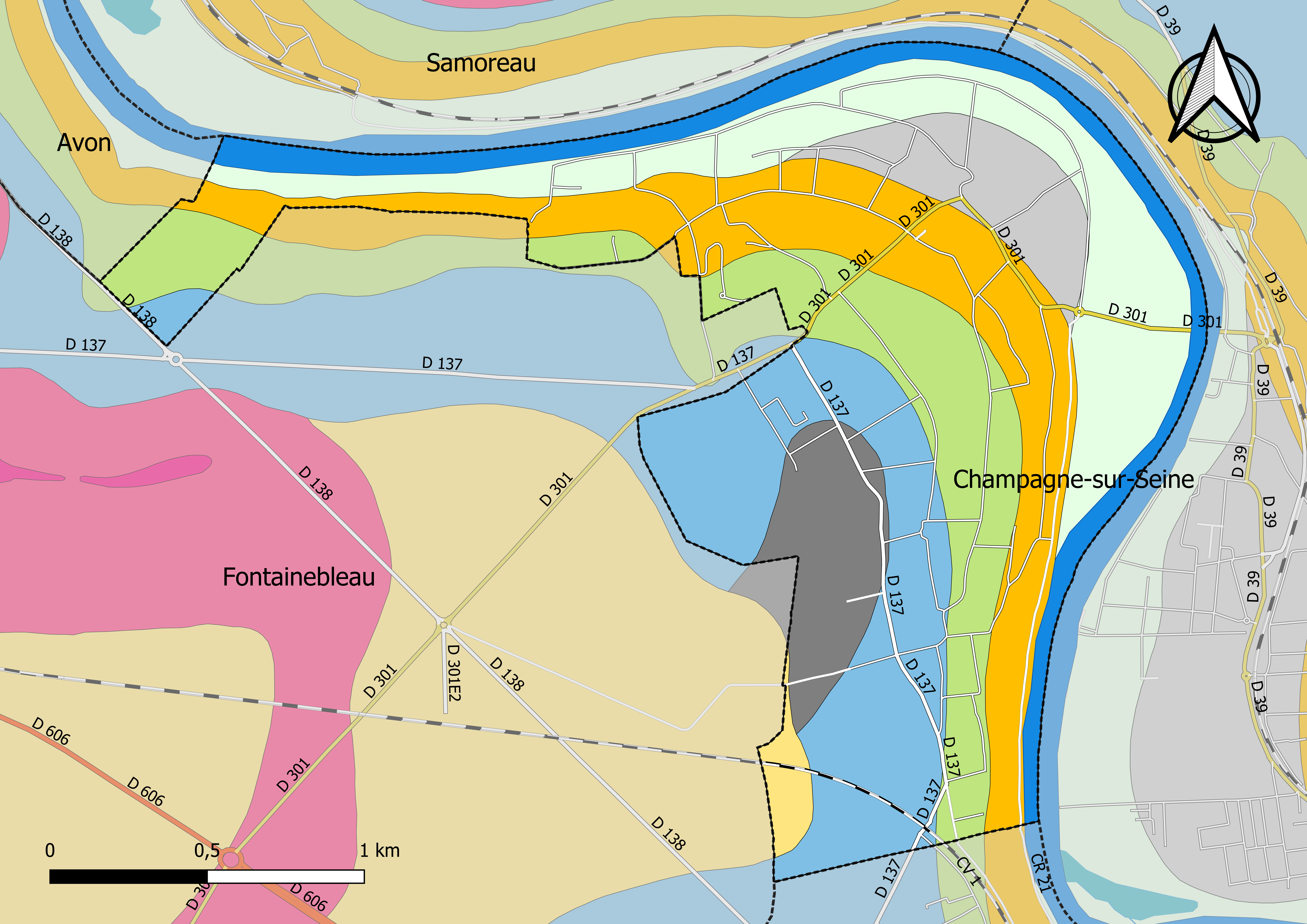
Carte géologique vectorisée et harmonisée de Thomery.

|  | LP : | Limon des plateaux de composition argilo-marneuse.                                                           |
|  | Fz : | Alluvions récentes : limons, argiles, sables, tourbes localement.                                            |
|  | Fy : | Alluvions anciennes (basse terrasse de 0–10 m) : sables et graviers colluvions alluvions et apports éoliens. |
|  | Fv : | Alluvions anciennes (terrasse de 45–55 m) : sables et graviers (= Cailloutis de Sénart).                     |

|  | g1AR : | Argile verte, Glaises à Cyrènes et/ou Marnes vertes et blanches (Argile verte de Romainville) . |
|  | g1CB : | Calcaire de Brie stampien et meulières plio-quaternaire indifférenciées.                        |

|  | e7C : | Calcaire de Champigny, Calcaire de Château-Landon, Marnes de Nemours. |

La commune est classée en zone de sismicité 1, correspondant à une sismicité très faible.

### Hydrographie

#### Réseau hydrographique

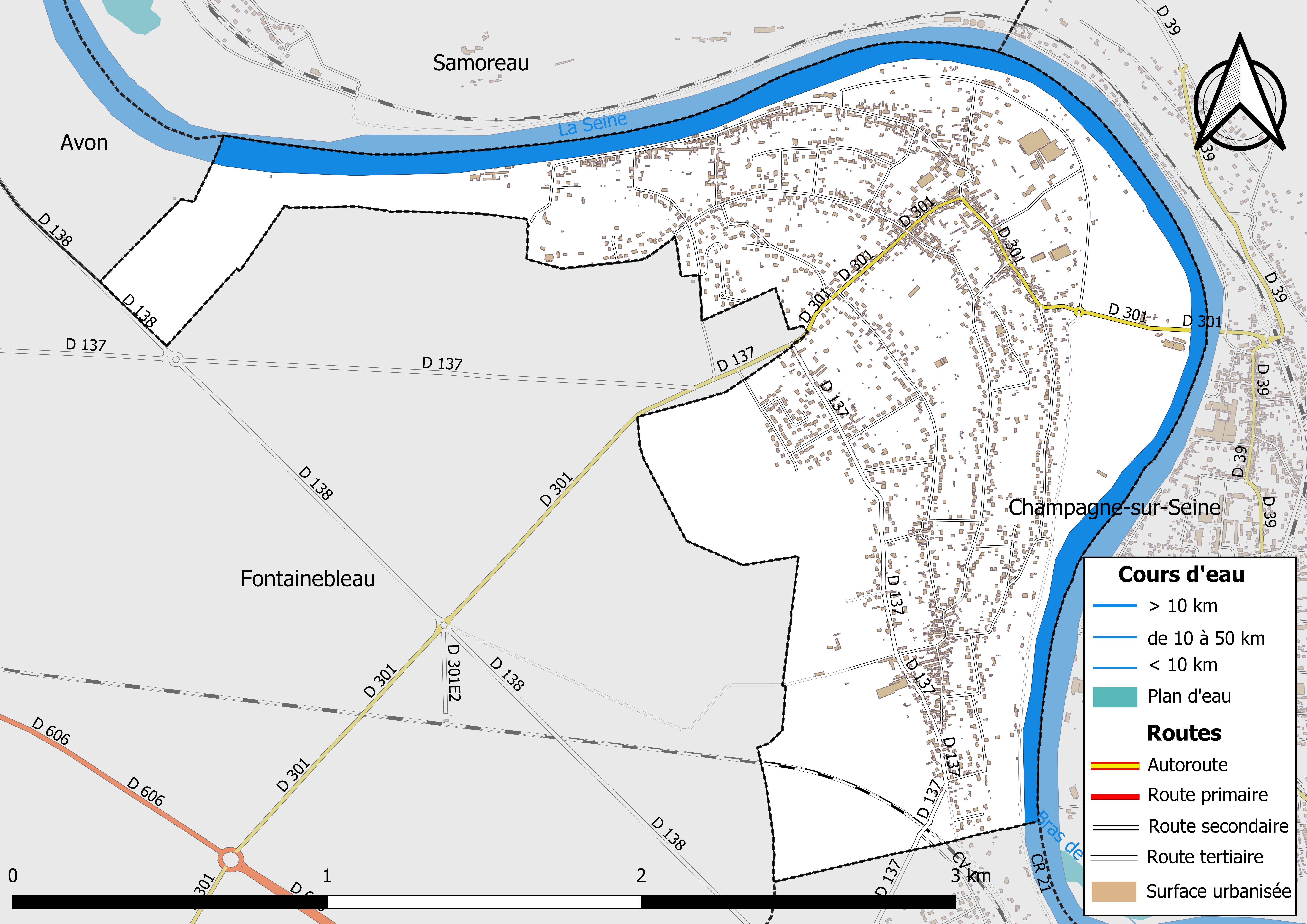
Carte des réseaux hydrographique et routier de Thomery.

Le réseau hydrographique de la commune se compose d'un seul cours d'eau référencé : la Seine dont la longueur totale sur le territoire de la commune est de 3,23 km. Historiquement importante pour le transport des marchandises produites et acheminées à Thomery, la Seine est accessible au niveau du port du village.

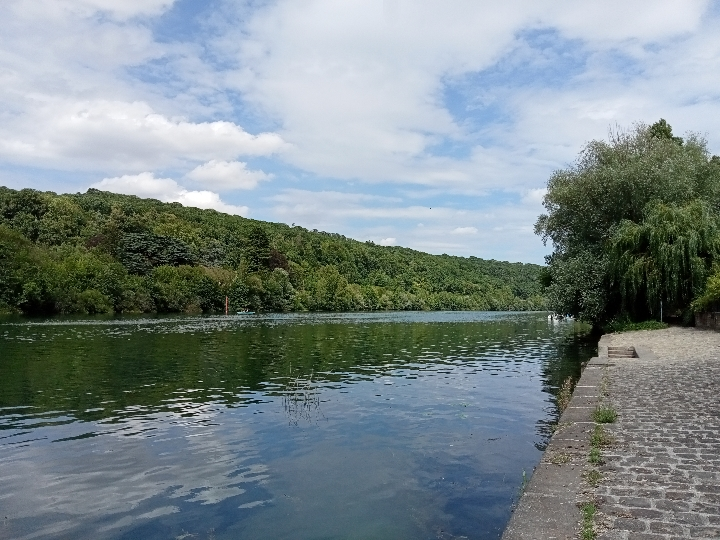
La Seine en amont de la grève du port.
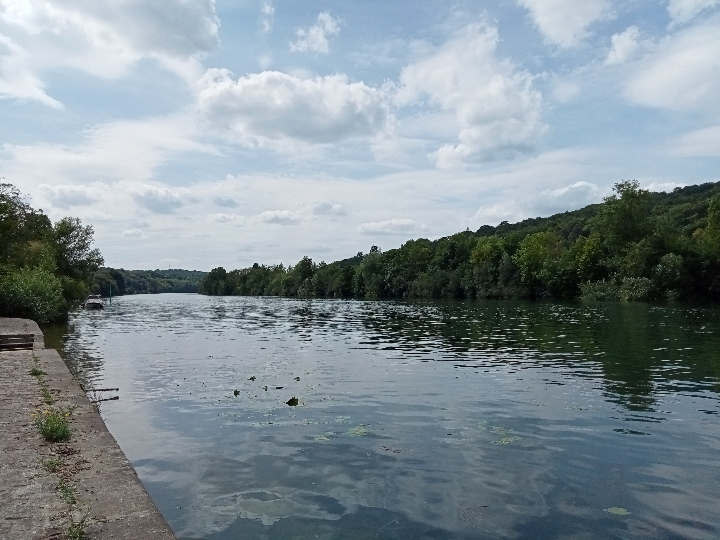
La Seine en aval.

#### Gestion des cours d'eau
Afin d’atteindre le bon état des eaux imposé par la Directive-cadre sur l'eau du 23 octobre 2000, plusieurs outils de gestion intégrée s’articulent à différentes échelles : le SDAGE, à l’échelle du bassin hydrographique, et le SAGE, à l’échelle locale. Ce dernier fixe les objectifs généraux d’utilisation, de mise en valeur et de protection quantitative et qualitative des ressources en eau superficielle et souterraine. Le département de Seine-et-Marne est couvert par six SAGE, au sein du bassin Seine-Normandie.
La commune fait partie du SAGE « Nappe de Beauce et milieux aquatiques associés », approuvé le 11 juin 2013. Le territoire de ce SAGE couvre deux régions, six départements et compte 681 communes, pour une superficie de 9 722 km2. Le pilotage et l’animation du SAGE sont assurés par le Syndicat mixte du pays Beauce Gâtinais en Pithiverais, qualifié de « structure porteuse ».

### Climat
Pour des articles plus généraux, voir Climat de l'Île-de-France et Climat de Seine-et-Marne.
En 2010, le climat de la commune est de type climat océanique dégradé des plaines du Centre et du Nord, selon une étude du CNRS s'appuyant sur une série de données couvrant la période 1971-2000. En 2020, Météo-France publie une typologie des climats de la France métropolitaine dans laquelle la commune est exposée à un climat océanique altéré et est dans la région climatique Nord-est du bassin Parisien, caractérisée par un ensoleillement médiocre, une pluviométrie moyenne régulièrement répartie au cours de l’année et un hiver froid (3 °C).
Pour la période 1971-2000, la température annuelle moyenne est de 11,5 °C, avec une amplitude thermique annuelle de 15,5 °C. Le cumul annuel moyen de précipitations est de 714 mm, avec 11,3 jours de précipitations en janvier et 7,8 jours en juillet. Pour la période 1991-2020, la température moyenne annuelle observée sur la station météorologique la plus proche, située sur la commune de Fontainebleau à 6 km à vol d'oiseau, est de 11,1 °C et le cumul annuel moyen de précipitations est de 740,1 mm,. Pour l'avenir, les paramètres climatiques de la commune estimés pour 2050 selon différents scénarios d'émission de gaz à effet de serre sont consultables sur un site dédié publié par Météo-France en novembre 2022.

### Milieux naturels et biodiversité

#### Espaces protégés
La protection réglementaire est le mode d’intervention le plus fort pour préserver des espaces naturels remarquables et leur biodiversité associée,.
La réserve de biosphère « Fontainebleau et Gâtinais », créée en 1998 et d'une superficie totale de 150 544 ha, est un espace protégé présent sur la commune. Cette réserve de biosphère, d'une grande biodiversité, comprend trois grands ensembles : une grande moitié ouest à dominante agricole, l’emblématique forêt de Fontainebleau au centre, et le Val de Seine à l’est. La structure de coordination est l'Association de la Réserve de biosphère de Fontainebleau et du Gâtinais, qui comprend un conseil scientifique et un Conseil Éducation, unique parmi les Réserves de biosphère françaises,.

#### Réseau Natura 2000

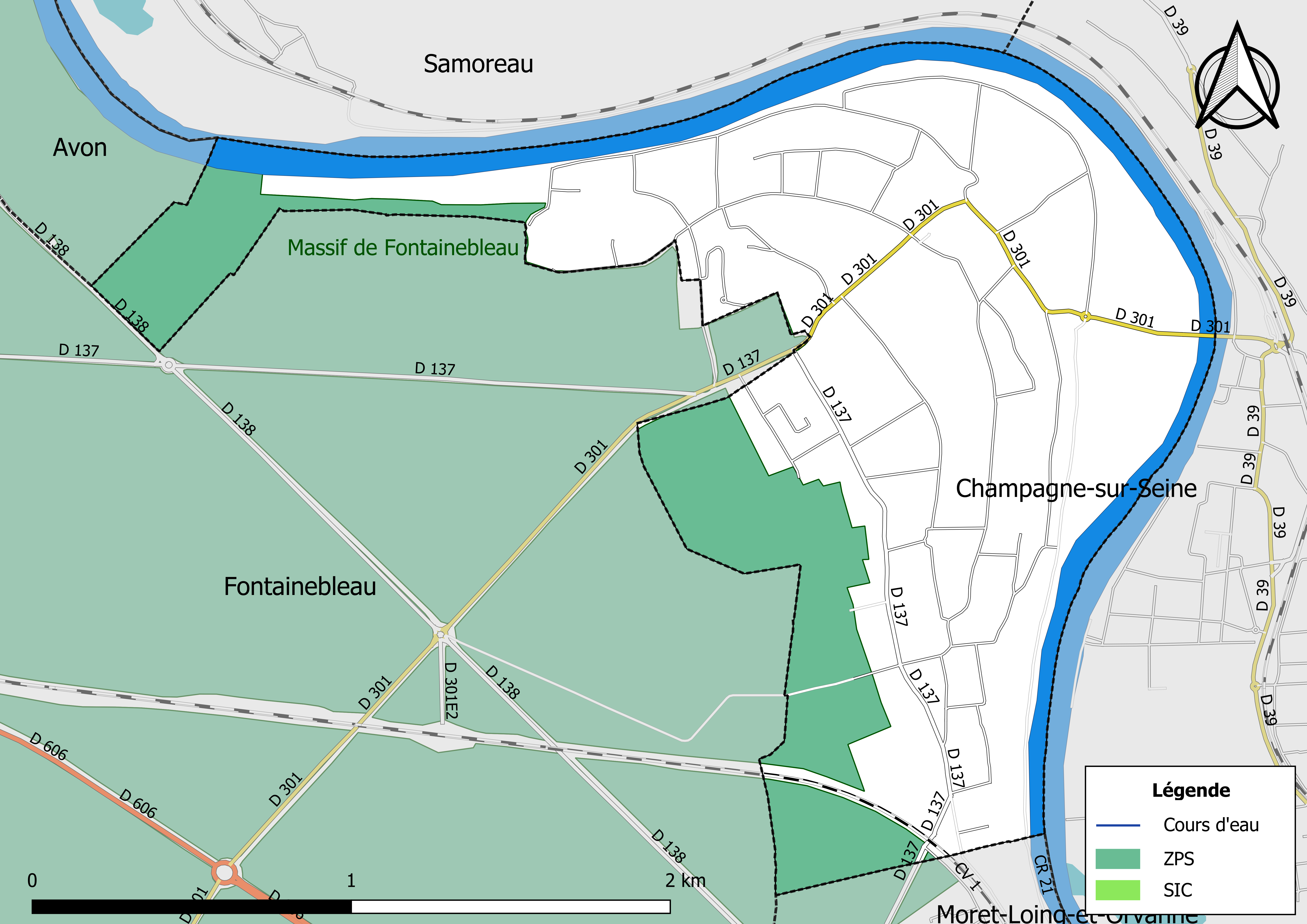
Sites Natura 2000 sur le territoire communal.

Le réseau Natura 2000 est un réseau écologique européen de sites naturels d’intérêt écologique élaboré à partir des Directives « Habitats » et « Oiseaux ». Ce réseau est constitué de Zones spéciales de conservation (ZSC) et de Zones de protection spéciale (ZPS). Dans les zones de ce réseau, les États Membres s'engagent à maintenir dans un état de conservation favorable les types d'habitats et d'espèces concernés, par le biais de mesures réglementaires, administratives ou contractuelles.
Un site Natura 2000 a été défini sur la commune, tant au titre de la « directive Habitats » que de la « directive Oiseaux » : le « Massif de Fontainebleau ». Cet espace constitue le plus ancien exemple français de protection de la nature. Les alignements de buttes gréseuses alternent avec les vallées sèches. Les conditions de sols, d'humidité et d'expositions sont très variées. La forêt de Fontainebleau est réputée pour sa remarquable biodiversité animale et végétale. Ainsi, elle abrite la faune d'arthropodes la plus riche d'Europe (3 300 espèces de coléoptères, 1 200 de lépidoptères) ainsi qu'une soixantaine d'espèces végétales protégées.

#### Zones naturelles d'intérêt écologique, faunistique et floristique
L’inventaire des zones naturelles d'intérêt écologique, faunistique et floristique (ZNIEFF) a pour objectif de réaliser une couverture des zones les plus intéressantes sur le plan écologique, essentiellement dans la perspective d’améliorer la connaissance du patrimoine naturel national et de fournir aux différents décideurs un outil d’aide à la prise en compte de l’environnement dans l’aménagement du territoire.
Le territoire communal de Thomery comprend une ZNIEFF de type 1,,, le « Massif de Fontainebleau » (20 711,14 ha), couvrant 18 communes dont dix-sept en Seine-et-Marne et une dans l'Essonne, et une ZNIEFF de type 2,, la « vallée de la Seine entre Melun et Champagne-sur-Seine » (1 062,65 ha), couvrant quinze communes du département.

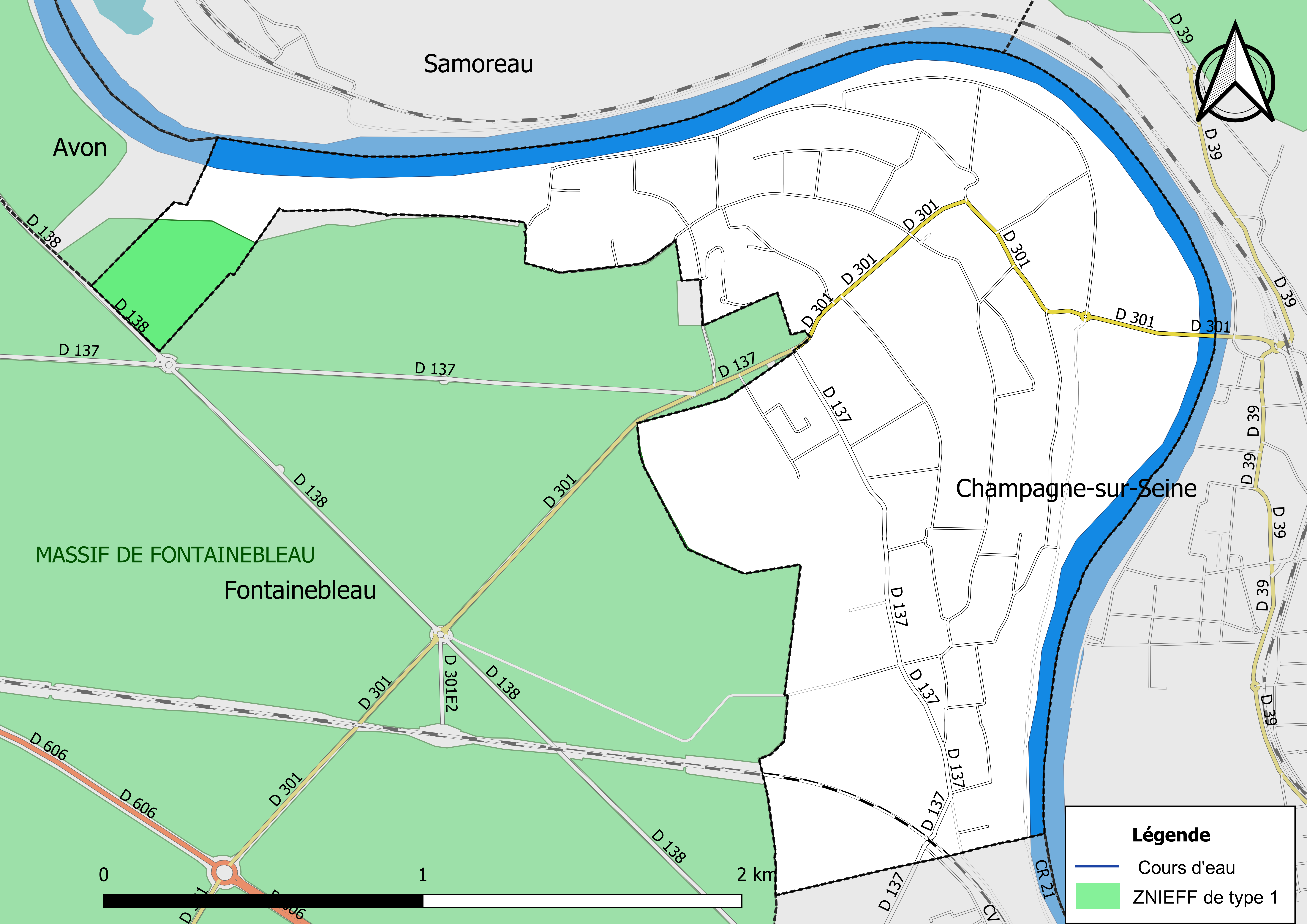
Carte des ZNIEFF de type 1 de la commune.
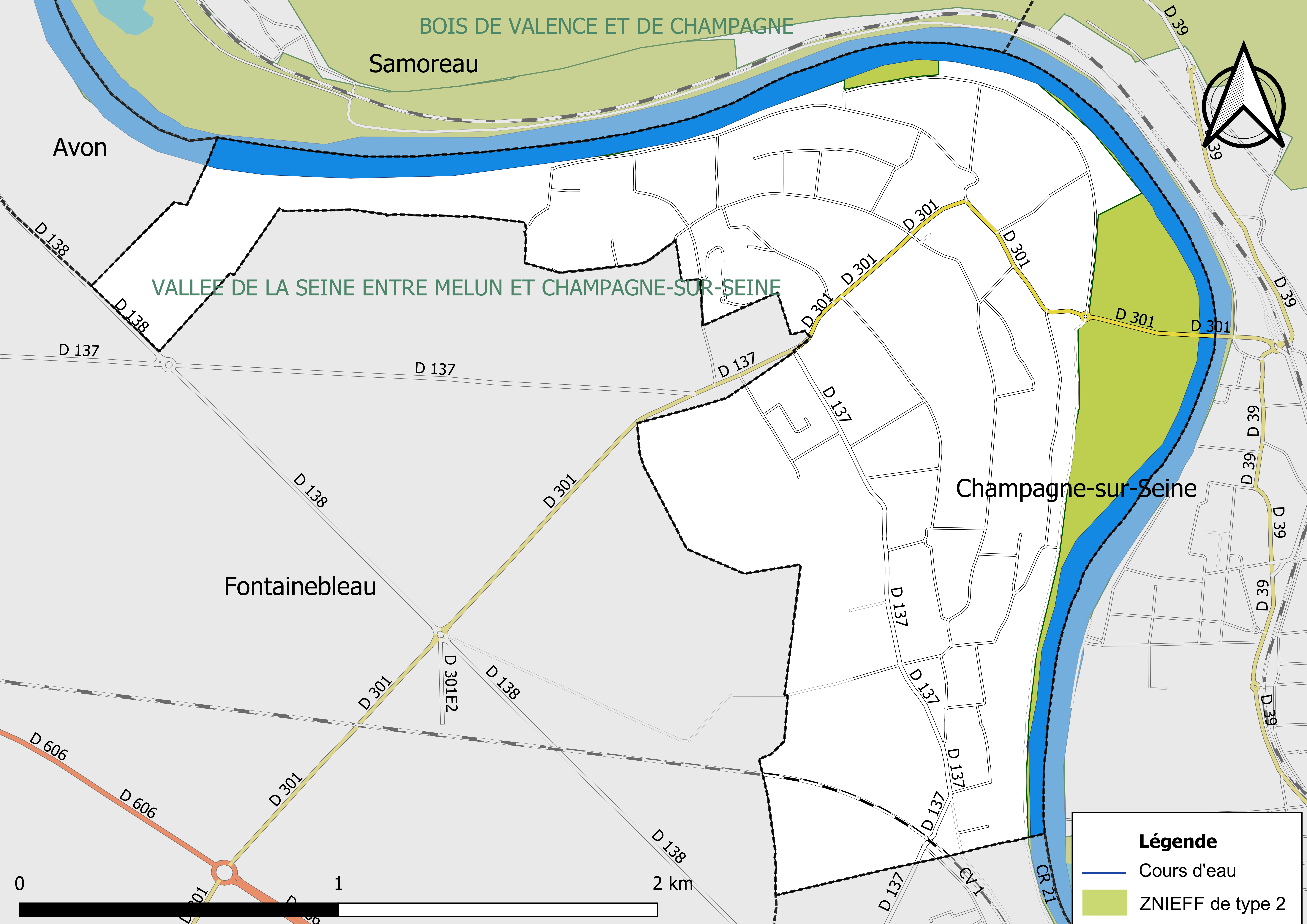
Carte des ZNIEFF de type 2 de la commune.

## Urbanisme

### Typologie
Au 1er janvier 2024, Thomery est catégorisée ceinture urbaine, selon la nouvelle grille communale de densité à sept niveaux définie par l'Insee en 2022.
Elle appartient à l'unité urbaine de Champagne-sur-Seine, une agglomération intra-départementale regroupant cinq  communes, dont elle est une commune de la banlieue,,. Par ailleurs la commune fait partie de l'aire d'attraction de Paris, dont elle est une commune de la couronne,. Cette aire regroupe 1 929 communes,.

### Occupation des sols
L'occupation des sols de la commune, telle qu'elle ressort de la base de données européenne d’occupation biophysique des sols Corine Land Cover (CLC), est marquée par l'importance des territoires artificialisés (57,1 % en 2018), une proportion identique à celle de 1990 (57,1 %). La répartition détaillée en 2018 est la suivante : zones urbanisées (57,10 %), forêts (25,41 %), eaux continentales (10,07 %), prairies (7,42 %).
| Type d’occupation | 1990      | 1990    | 2018      | 2018    | Bilan |
| --- | --------- | ------- | --------- | ------- | ----- |
| Territoires artificialisés (zones urbanisées, zones industrielles ou commerciales et réseaux de communication, mines, décharges et chantiers, espaces verts artificialisés ou non agricoles) | 214,42 ha | 57,10 % | 214,42 ha | 57,10 % | 0 ha  |
| Territoires agricoles (terres arables, cultures permanentes, prairies, zones agricoles hétérogènes)                                                                                          | 27,86 ha  | 7,42 %  | 27,86 ha  | 7,42 %  | 0 ha  |
| Forêts et milieux semi-naturels (forêts, milieux à végétation arbustive et/ou herbacée, espaces ouverts sans ou avec peu de végétation)                                                      | 95,40 ha  | 25,41 % | 95,40 ha  | 25,41 % | 0 ha  |
| Surfaces en eau (eaux continentales, eaux maritimes) | 37,82 ha  | 10,07 % | 37,82 ha  | 10,07 % | 0 ha  |

Parallèlement, L'Institut Paris Région, agence d'urbanisme de la région Île-de-France, a mis en place un inventaire numérique de l'occupation du sol de l'Île-de-France, dénommé le MOS (Mode d'occupation du sol), actualisé régulièrement depuis sa première édition en 1982. Réalisé à partir de photos aériennes, le Mos distingue les espaces naturels, agricoles et forestiers mais aussi les espaces urbains (habitat, infrastructures, équipements, activités économiques, etc.) selon une classification pouvant aller jusqu'à 81 postes, différente de celle de Corine Land Cover,,. L'Institut met également à disposition des outils permettant de visualiser par photo aérienne l'évolution de l'occupation des sols de la commune entre 1949 et 2018.

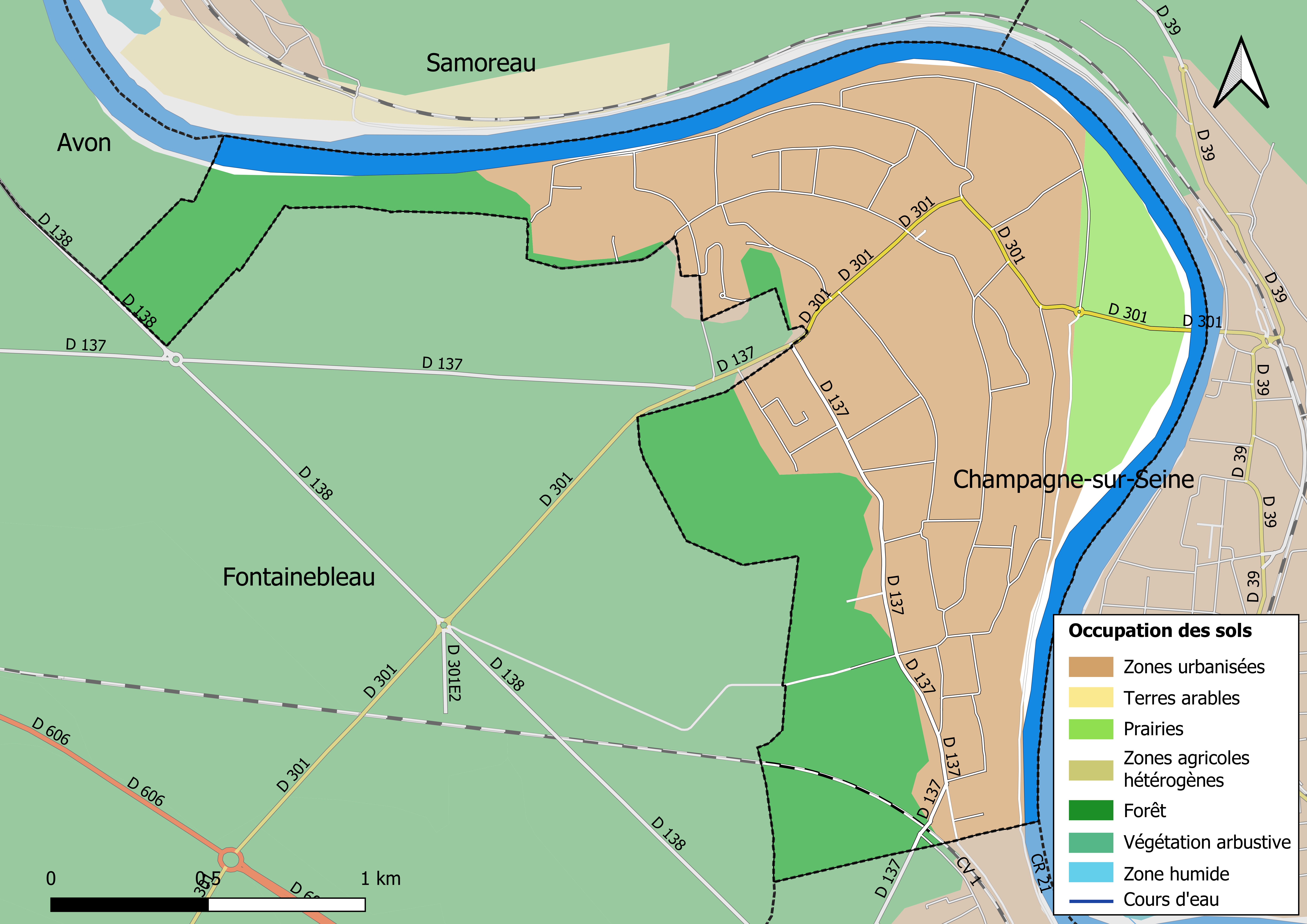
Carte des infrastructures et de l'occupation des sols en 2018 (CLC) de la commune.
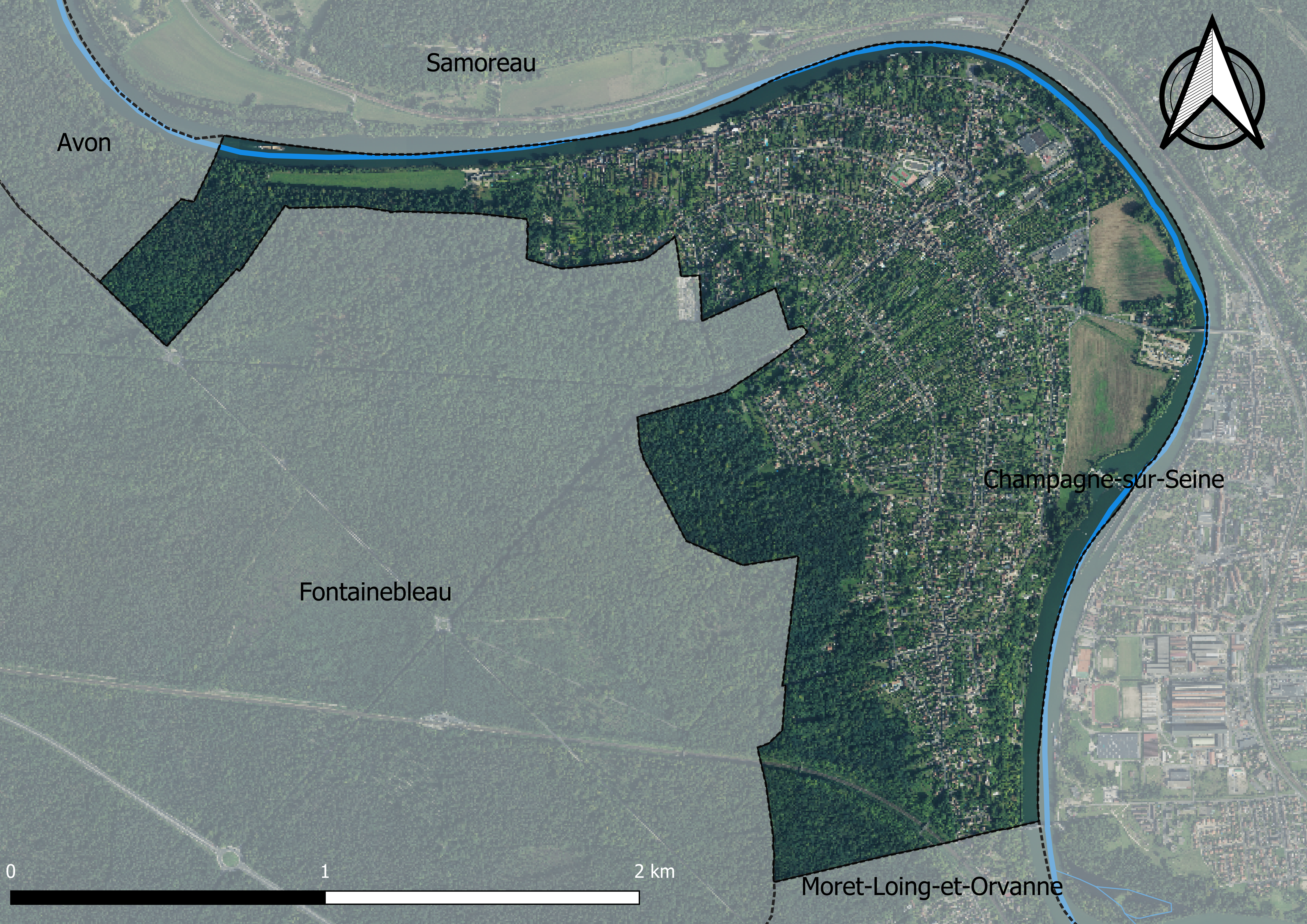
Carte orhophotogrammétrique de la commune.

### Planification
La loi SRU du 13 décembre 2000 a incité les communes à se regrouper au sein d’un établissement public, pour déterminer les partis d’aménagement de l’espace au sein d’un SCoT, un document d’orientation stratégique des politiques publiques à une grande échelle et à un horizon de 20 ans et s'imposant aux documents d'urbanisme locaux, les PLU (Plan local d'urbanisme). La commune est dans le territoire du SCOT Seine et Loing, dont le projet a été arrêté le 3 juillet 2019, porté par le syndicat mixte d’études et de programmation (SMEP) Seine et Loing rassemblant à la fois 44 communes et trois communautés de communes.
La commune disposait en 2019 d'un plan local d'urbanisme approuvé. Le zonage réglementaire et le règlement associé peuvent être consultés sur le Géoportail de l'urbanisme.

### Lieux-dits et écarts

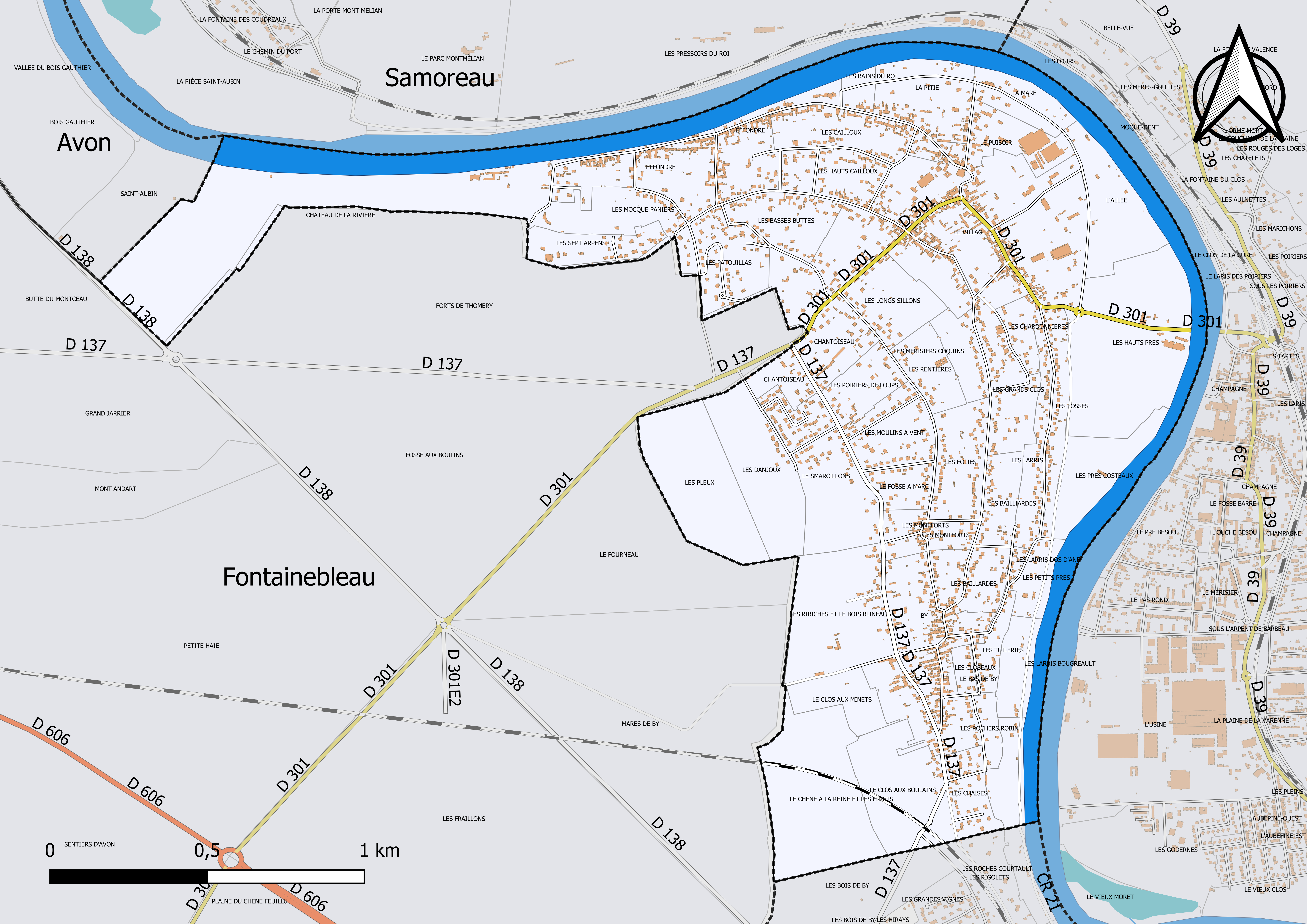
Carte du cadastre de la commune de Thomery.

La commune compte 52 lieux-dits administratifs répertoriés consultables ici dont By, ancienne commune limitrophe de Veneux-les-Sablons, les Montforts, Effondrés (source : le fichier Fantoir).

### Logement
En 2016, le nombre total de logements dans la commune était de 1 655 dont 90,9 % de maisons et 8,8 % d’appartements.
Parmi ces logements, 87 % étaient des résidences principales, 7,5 % des résidences secondaires et 5,5 % des logements vacants.
La part des ménages fiscaux propriétaires de leur résidence principale s’élevait à 83,4 % contre 14,7 % de locataires, dont 0,1 % de logements HLM loués vides (logements sociaux) et 1,8 % logés gratuitement.

### Voies de communication et transports

#### Voies de communication
La ligne de chemin de fer de Paris à Marseille traverse, d'ouest en est, l'extrémité sud du territoire de la commune.
Deux routes départementales relient Thomery aux communes voisines :
- la D 137, à Fontainebleau, à l'ouest et au sud ;
- la D 210, à Fontainebleau, à l'ouest ; à Champagne-sur-Seine, à l'est.

#### Transports
la gare de Thomery, située sur le territoire de Fontainebleau (à 1,7 kilomètre au sud-ouest du centre-ville de Thomery), est desservie par les trains de la ligne R du Transilien effectuant les liaisons : Paris - Montereau via Moret et Paris - Montargis. Le trajet depuis Paris s'effectue en 45 min environ.
Thomery est desservie par plusieurs lignes de bus du réseau d'autobus d'Île-de-France :
- une ligne du réseau de bus Vallée du Loing - Nemours :
  - la ligne no 8b, qui relie Saint-Pierre-lès-Nemours à Héricy ;
- trois lignes du réseau de bus Fontainebleau - Moret :
  - la ligne no 206, qui relie Villecerf à Champagne-sur-Seine ;
  - la ligne no 209, qui relie Vernou-la-Celle-sur-Seine à Avon ;
  - la ligne no 210, qui relie Vernou-la-Celle-sur-Seine à Fontainebleau.

## Toponymie
Le nom de la localité est mentionné sous les formes Taumeriacum en 1220 ; Taumery en 1344 ; Taumery en la chastellenie de Moret en Gastinoiz en 1379 ; Taumery lez Moret en 1489 ; Thaumery en 1504 ; Thaumery près Moret en Gastinois en 1554 ; Thaumery en Biere en 1594 ; Thomery en Gastinois en 1725 ; Thomery près Fontainebleau en 1761.
De Talos-Maros ; talo : « terre », maros : « grande ». Thomery présente une grande surface de terre en face d'une pente très raide (au hameau) l'Effondré
 où le vignoble couvrait la moitié des surfaces cultivables.
Selon la tradition locale l'origine du nom de Thomery serait liée à la venue au VIIe siècle d'un abbé bourguignon de l'abbaye de Saint-Martin d'Autun appelé saint Médéric dit Médéricus ou Merry qui s'arrêta lors de son voyage vers la basilique Saint-Denis dans une demeure du lieu et guérit des malades, accompagné de Frodulphe, moine de son abbaye. La maison aurait alors été appelée « demeure de Merry », soit Domus Merry, qui aurait progressivement dérivé en Dommery, puis Tomery, et enfin Thomery.

## Histoire
La tradition locale prête à Henri IV un bon mot lors de son séjour dans la zone de Champagne-sur-Seine. En voyant le coteau de Thomery il déclare : « Ici tout me rit ».
La ville de Thomery a subi la crue de la Seine de 1910 où furent touchées toutes les parties basses de la commune voisinant le port.
Avec l'aide financière du département et de la région, la commune devrait inaugurer un musée consacré au mode de culture de la vigne, dite à la Thomery. Son inauguration était initialement prévue pour 2013. Le projet est abandonné par le département et la région aux dépens de la municipalité en 2016.

## Politique et administration
Depuis le 29 décembre 1972, Thomery est l'une des 22 communes composant la communauté de communes Moret Seine et Loing.

### Liste des maires
| Période                                  | Période   | Identité              | Étiquette | Qualité                                                                             |
| ---------------------------------------- | --------- | --------------------- | --------- | ----------------------------------------------------------------------------------- |
| Les données manquantes sont à compléter. |           |                       |           |                                                                                     |
| 1818                                     |           | Jean-Louis Mignonneau |           |                                                                                     |
| 1841                                     |           | M. Dechambre          |           | Conseiller d'arrondissement                                                         |
| 1854                                     | 1888      | Rose Charmeux         |           |                                                                                     |
| 1925                                     | 1940      | René Salomon          |           |                                                                                     |
| 1945                                     | 1946      | Henri Lavallée        |           |                                                                                     |
| 1946                                     | 1947      | Gabriel Thouvenot     |           |                                                                                     |
| 1947                                     | 1947      | Émile Codan           |           |                                                                                     |
| 1947                                     | 1951      | François-Didier Gregh |           |                                                                                     |
| 1951                                     | 1956      | Gabriel Thouvenot     |           |                                                                                     |
| 1956                                     | 1962      | Auguste Bisson        |           |                                                                                     |
| 1962                                     | 1970      | Louis Lepreux         |           |                                                                                     |
| 1970                                     | mars 1989 | Robert Raffin         |           |                                                                                     |
| mars 1989                                | mars 2008 | René-Jean Réyès       | DVD       | Ingénieur-expert routier                                                            |
| mars 2008                                | mars 2014 | Jean-Roger Donati     |           | Contrôleur-général EDF                                                              |
| mars 2014                                | En cours  | Bruno Michel          | DVD       | Médecin Vice-président de la CC Moret Seine et Loing Réélu pour le mandat 2020-2026 |

### Jumelages
La ville de Thomery n'est jumelée avec aucune commune étrangère ou française.

## Équipements et services

### Eau et assainissement
L’organisation de la distribution de l’eau potable, de la collecte et du traitement des eaux usées et pluviales relève des communes. La loi NOTRe de 2015 a accru le rôle des EPCI à fiscalité propre en leur transférant cette compétence. Ce transfert devait en principe être effectif au 1er janvier 2020, mais la loi Ferrand-Fesneau du 3 août 2018 a introduit la possibilité d’un report de ce transfert au 1er janvier 2026,.

#### Assainissement des eaux usées
En 2020, la gestion du service d'assainissement collectif de la commune de Thomery est assurée par le SIA de Champagne-sur-Seine Thomery pour le transport et la dépollution. Ce service est géré en délégation par une entreprise privée, dont le contrat arrive à échéance le 31 mars 2028,,.
L’assainissement non collectif (ANC) désigne les installations individuelles de traitement des eaux domestiques qui ne sont pas desservies par un réseau public de collecte des eaux usées et qui doivent en conséquence traiter elles-mêmes leurs eaux usées avant de les rejeter dans le milieu naturel. La commune assure le service public d'assainissement non collectif (SPANC), qui a pour mission de vérifier la bonne exécution des travaux de réalisation et de réhabilitation, ainsi que le bon fonctionnement et l’entretien des installations. Cette prestation est déléguée à l'entreprise Veolia, dont le contrat arrive à échéance le 31 mars 2028,.

#### Eau potable
En 2020, l'alimentation en eau potable est assurée par la commune qui en a délégué la gestion à une entreprise privée, dont le contrat expire le 31 mars 2028,,.
Les nappes de Beauce et du Champigny sont classées en zone de répartition des eaux (ZRE), signifiant un déséquilibre entre les besoins en eau et la ressource disponible. Le changement climatique est susceptible d’aggraver ce déséquilibre. Ainsi afin de renforcer la garantie d’une distribution d’une eau de qualité en permanence sur le territoire du département, le troisième Plan départemental de l’eau signé, le 3 octobre 2017, contient un plan d’actions afin d’assurer avec priorisation la sécurisation de l’alimentation en eau potable des Seine-et-Marnais. A cette fin a été préparé et publié en décembre 2020 un schéma départemental d’alimentation en eau potable de secours dans lequel huit secteurs prioritaires sont définis. La commune fait partie du secteur Bocage.

## Population et société

### Démographie
L'évolution du nombre d'habitants est connue à travers les recensements de la population effectués dans la commune depuis 1793. Pour les communes de moins de 10 000 habitants, une enquête de recensement portant sur toute la population est réalisée tous les cinq ans, les populations de référence des années intermédiaires étant quant à elles estimées par interpolation ou extrapolation. Pour la commune, le premier recensement exhaustif entrant dans le cadre du nouveau dispositif a été réalisé en 2004.

En 2022, la commune comptait 3 417 habitants, en évolution de −2,18 % par rapport à 2016 (Seine-et-Marne : +3,92 %, France hors Mayotte : +2,11 %).
| 1793  | 1800  | 1806  | 1821 | 1831 | 1836 | 1841 | 1846 | 1851 |
| ----- | ----- | ----- | ---- | ---- | ---- | ---- | ---- | ---- |
| 1 044 | 1 014 | 1 008 | 894  | 782  | 876  | 864  | 928  | 918  |

| 1856 | 1861 | 1866 | 1872 | 1876 | 1881 | 1886  | 1891  | 1896  |
| ---- | ---- | ---- | ---- | ---- | ---- | ----- | ----- | ----- |
| 844  | 864  | 921  | 926  | 943  | 983  | 1 134 | 1 177 | 1 184 |

| 1901  | 1906  | 1911  | 1921  | 1926  | 1931  | 1936  | 1946  | 1954  |
| ----- | ----- | ----- | ----- | ----- | ----- | ----- | ----- | ----- |
| 1 176 | 1 276 | 1 238 | 1 316 | 1 362 | 1 318 | 1 351 | 1 378 | 1 701 |

| 1962  | 1968  | 1975  | 1982  | 1990  | 1999  | 2004  | 2006  | 2009  |
| ----- | ----- | ----- | ----- | ----- | ----- | ----- | ----- | ----- |
| 1 949 | 1 906 | 2 249 | 2 647 | 3 025 | 3 203 | 3 268 | 3 290 | 3 425 |

| 2014  | 2019  | 2022  | - | - | - | - | - | - |
| ----- | ----- | ----- | - | - | - | - | - | - |
| 3 493 | 3 420 | 3 417 | - | - | - | - | - | - |

### Manifestations culturelles et festivités
- La fête de la Saint-Vincent, qui se déroule chaque année le samedi le plus proche du 22 janvier, cérémonie villageoise de désignation du nouveau bâtonnier pour l'année à venir[71]. Un bâtonnier est désigné à cette occasion parmi les habitants du village. Les écoliers sont costumés avec des tenues de vigneron et forment un cortège du domicile du bâtonnier actuel vers l'église Saint-Amand. Après la messe, le cortège repart de l'église vers le domicile du nouveau bâtonnier qui reçoit tout le village pour un traditionnel vin chaud.
- La fête de la Saint-Patouillat anime chaque année le village pendant le week-end de l'Ascension lors duquel sont organisés un vide-greniers et une fête foraine[72].
- La fête de la Saint-Jean est aussi célébrée tous les ans.

## Économie
La ville était le siège de l'entreprise A.D.R. (pour les Applications du roulement). Fondée pendant l'entre-deux-guerres, cette entreprise était spécialisée dans la micromécanique et ses applications dans les domaines des roulements mécaniques pour l'aéronautique et d'autres équipements de haute technologie. Rachetée par le leader mondial du roulement, le groupe suédois SKF en 1964, elle compte jusqu'à 700 employés dans les années 1980. En 1993, le groupe SKF céda une partie de l'entreprise à ses salariés, cette partie gardant le nom A.D.R. et continuant son activité de roulements spéciaux de haute précision (gyroscopes, broches) jusqu'à nos jours avec un effectif moyen de 100 employés. La partie non cédée par SKF, avec environ 300 employés, a fermé en 2003.

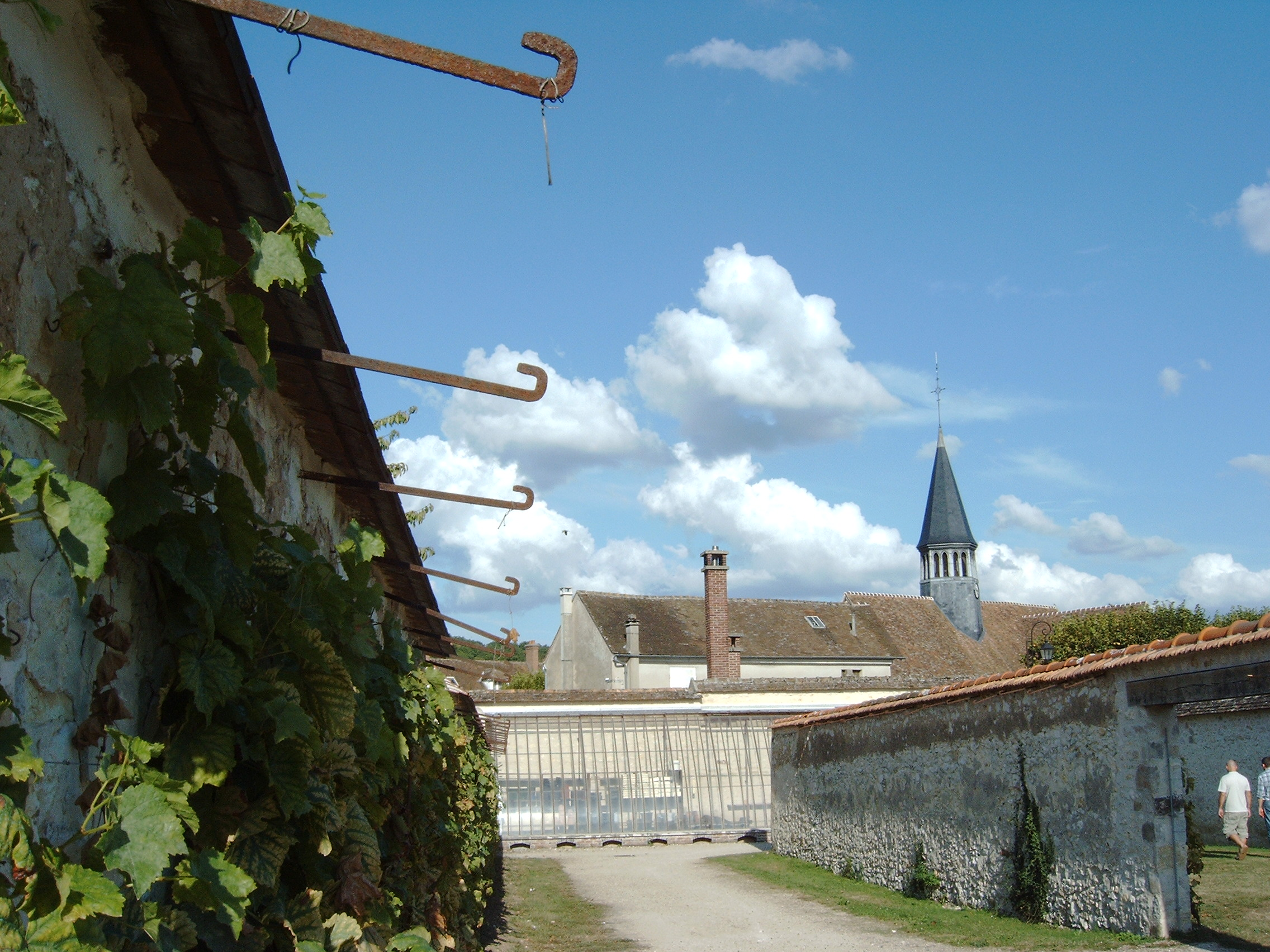
Les murs à vigne de chasselas de Thomery.

La culture du chasselas de Thomery sur murs fut une activité économique importante de la région, du XVIIIe siècle jusqu'au milieu du XXe siècle pour un apogée de la production vers 1900 avec environ 800 tonnes produites. Elle est devenue de nos jours anecdotique, seulement pratiquée par quelques passionnés. Certains des murs à vigne ont en revanche été inscrits aux monuments historiques en 1993.

### Revenus de la population et fiscalité
En 2017, le nombre de ménages fiscaux de la commune était de 1 443 (dont 73 % imposés), représentant 3 601 personnes et la médiane du revenu disponible par unité de consommation de 26 980 euros.

### Emploi
En 2017 , le nombre total d’emplois dans la zone était de 472, occupant 1 565 actifs résidants. Le taux d'activité de la population (actifs ayant un emploi) âgée de 15 à 64 ans s'élevait à 73,1 % contre un taux de chômage de 5,1 %. Les 21,8 % d’inactifs se répartissent de la façon suivante : 10,5 % d’étudiants et stagiaires non rémunérés, 6,4 % de retraités ou préretraités et 4,9 % pour les autres inactifs.

### Entreprises et commerces
En 2018, le nombre d'établissements actifs était de 280 dont 9 dans l’industrie manufacturière, industries extractives et autres, 28 dans la construction, 58 dans le commerce de gros et de détail, transports, hébergement et restauration, 15 dans l’information et communication, 6 dans les activités financières et d'assurance, 11 dans les activités immobilières, 63 dans les activités spécialisées, scientifiques et techniques et activités de services administratifs et de soutien, 70 dans l’administration publique, enseignement, santé humaine et action sociale et 20 étaient relatifs aux autres activités de services.
En 2019,  44 entreprises ont été créées sur le territoire de la commune, dont 35 individuelles.
Au 1er janvier 2020, la commune ne disposait pas d’hôtel et de terrain de camping.

### Agriculture
Thomery est dans la petite région agricole dénommée le « Pays de Bière et Forêt de Fontainebleau », couvrant le Pays de Bière et la forêt de Fontainebleau. En 2010, l'orientation technico-économique de l'agriculture sur la commune est la culture de céréales et d'oléoprotéagineux (COP).
Si la productivité agricole de la Seine-et-Marne se situe dans le peloton de tête des départements français, le département enregistre un double phénomène de disparition des terres cultivables (près de 2 000 ha par an dans les années 1980, moins dans les années 2000) et de réduction d'environ 30 % du nombre d'agriculteurs dans les années 2010. Cette tendance se retrouve au niveau de la commune où le nombre d’exploitations est passé de 4 en 1988 à 1 en 2010. Parallèlement, la taille de ces exploitations diminue, passant de 16 ha en 1988 à 15 ha en 2010.
Le tableau ci-dessous présente les principales caractéristiques des exploitations agricoles de Thomery, observées sur une période de 22 ans :
|                                      | 1988 | 2000 | 2010 |
| ------------------------------------ | ---- | ---- | ---- |
| Dimension économique,                |      |      |      |
| Nombre d’exploitations (u)           | 4    | 1    | 1    |
| Travail (UTA)                        | 7    | 0    | 0    |
| Surface agricole utilisée (ha)       | 63   | 20   | 15   |
| Cultures                             |      |      |      |
| Terres labourables (ha)              | 27   | s    | s    |
| Céréales (ha)                        | s    | s    | s    |
| dont blé tendre (ha)                 | s    | s    | s    |
| dont maïs-grain et maïs-semence (ha) | s    |      |      |
| Tournesol (ha)                       | 0    |      |      |
| Colza et navette (ha)                | 0    |      |      |
| Élevage                              |      |      |      |
| Cheptel (UGBTA)                      | 35   | 2    | 0    |

## Culture locale et patrimoine

### Lieux et monuments
- Église Saint-Amand (XIIIe siècle-XVIIe siècle), dédiée à Amand de Maastricht et classée au titre des Monuments historiques[82].
- Le Musée de l'atelier Rosa Bonheur à By.
- Le port de Thomery sur la Seine, construit sous Philippe-Auguste pour le transport du grès vers Paris.
- Le château de la Rivière, édifié pour Roch le Baillif, astrologue, conseiller et premier médecin de Henri IV.
- Le chemin des Longs Sillons, ensemble unique en France de murs à vigne, inscrit au titre des monuments historiques[83].
- Le jardin Salomon avec ses serres et ses murs à vigne présentant l'activité viticole de la commune.
- La forêt de Fontainebleau.

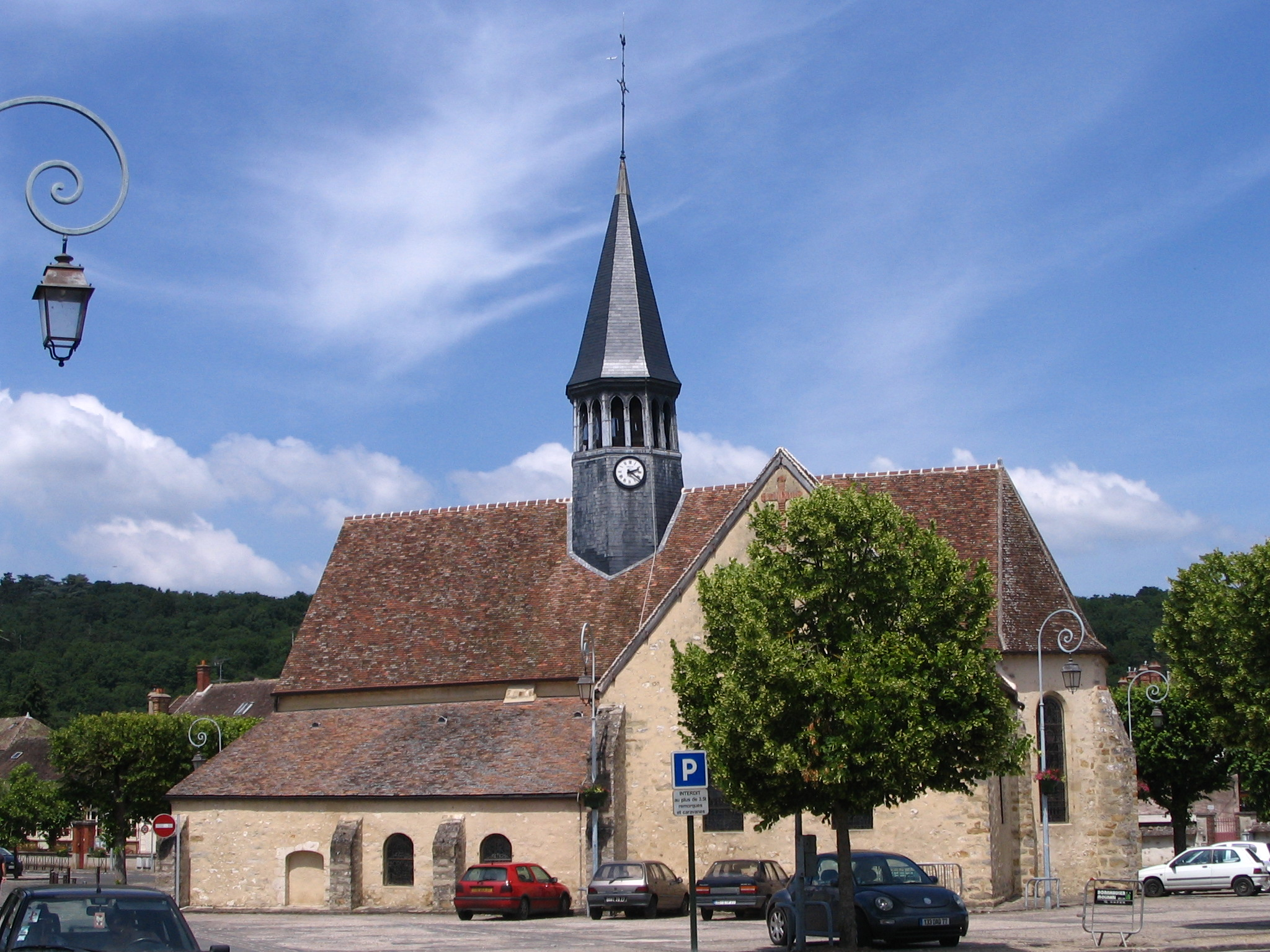
L'église Saint-Amand (XIIIe siècle).
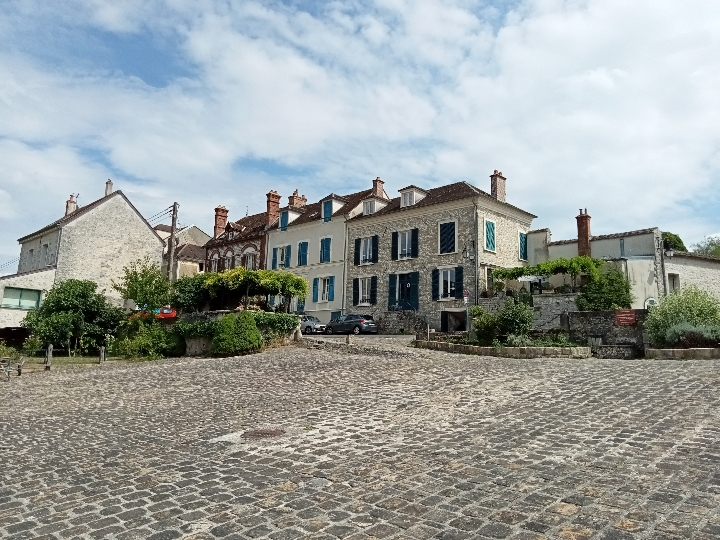
Port de Thomery.
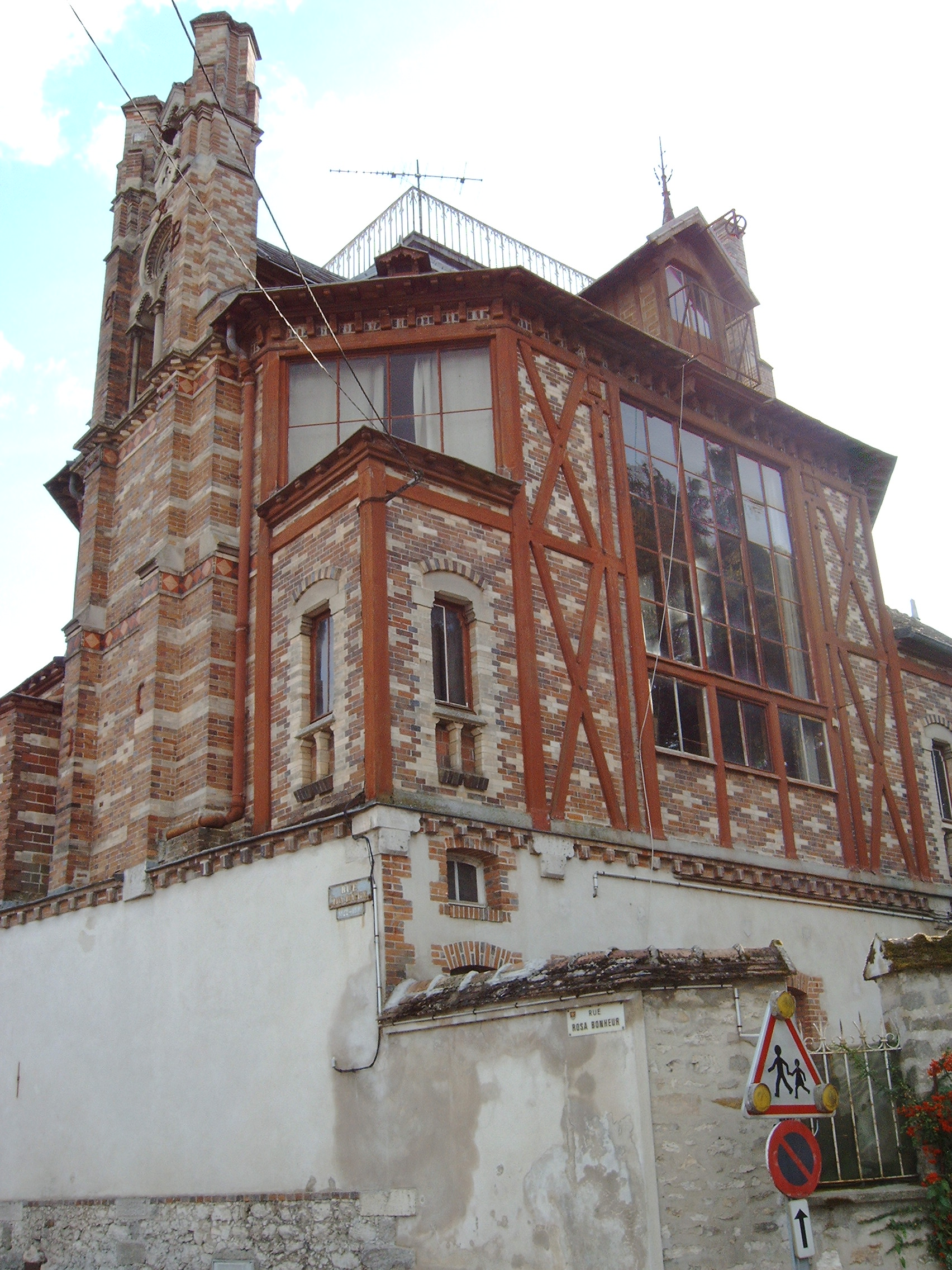
La maison-musée Rosa-Bonheur à By.
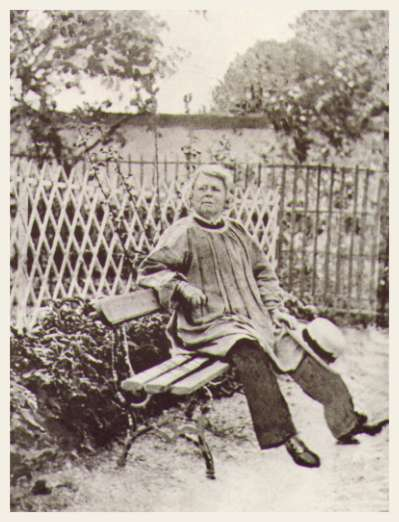
Rosa Bonheur (vers 1880-90) dans son jardin de By.
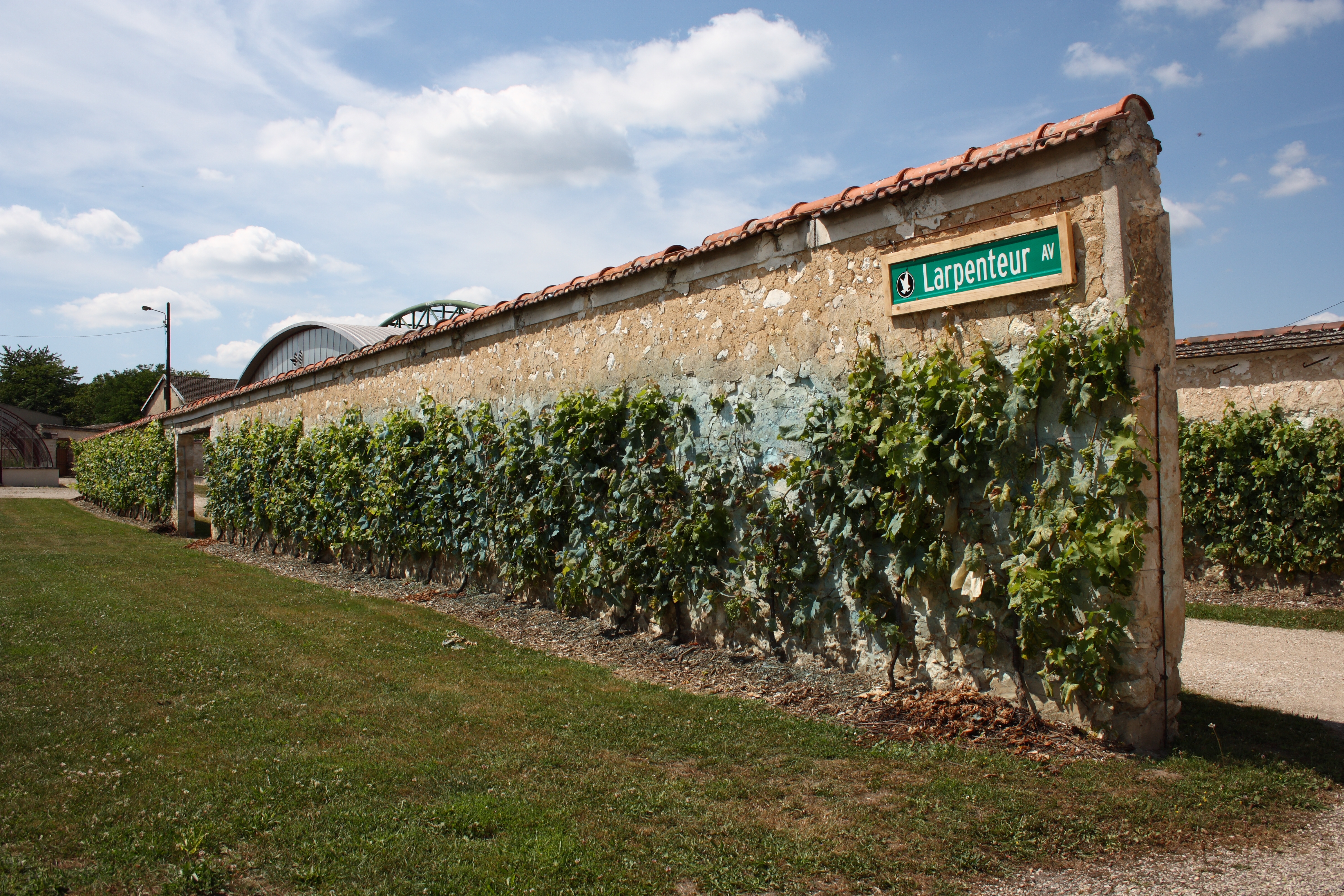
Mur à vigne du jardin Salomon.
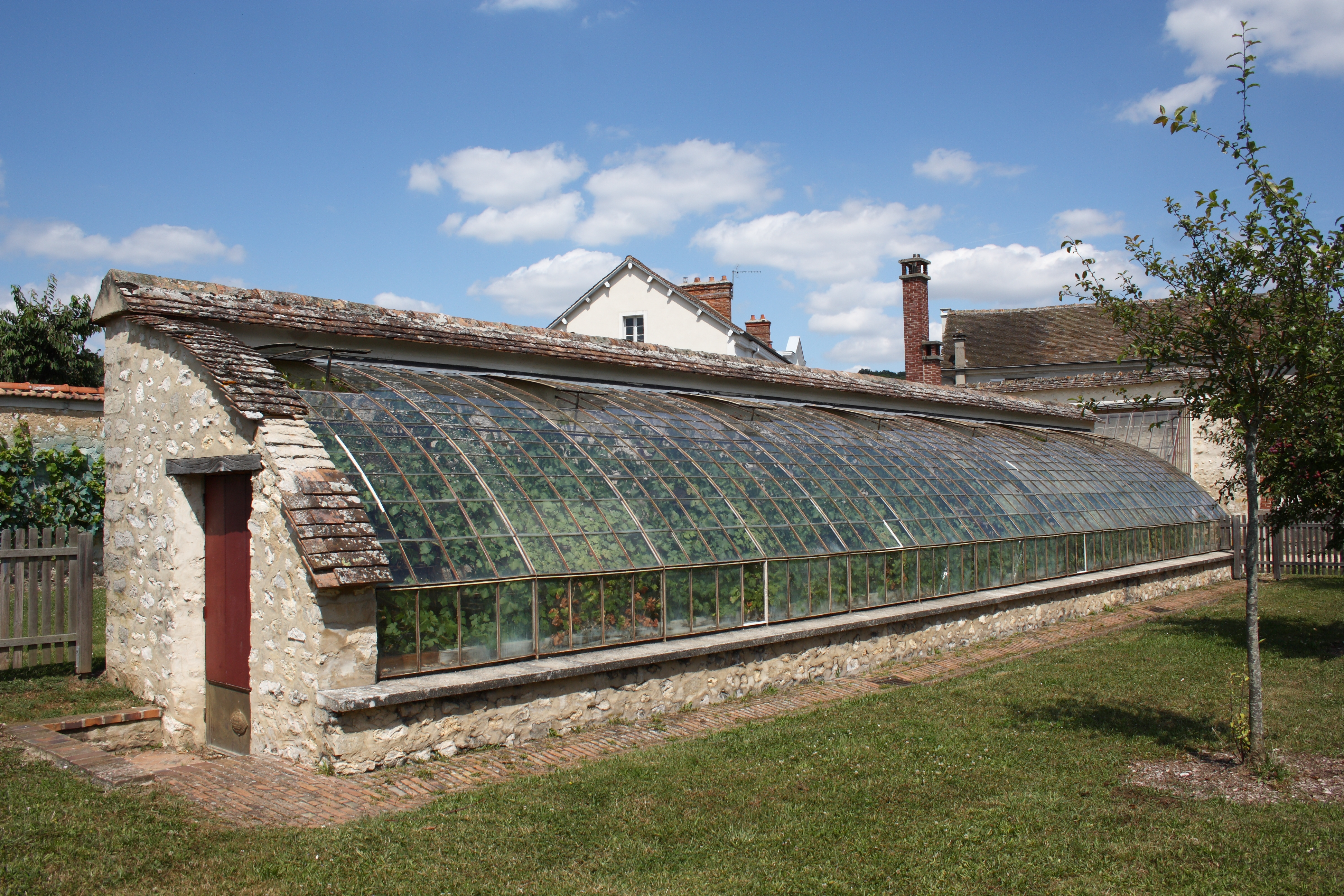
Serre du jardin Salomon.

### Thomery dans les arts
Toutes les scènes se déroulant à la campagne dans le film Conte de printemps (1990) d'Éric Rohmer sont tournées à Thomery dans une maison possédant des murs à vigne.

### Personnalités liées à la commune
- Rosa Bonheur (1822-1899), peintre animalier, première femme artiste à recevoir la Légion d'Honneur (par décret du 8 juin 1865 de l'impératrice Eugénie), a vécu à Thomery à partir de 1859. Elle s'était installée dans une maison du coteau de By où elle aménagea son atelier et de nombreux espaces pour ses animaux.
- Eugène Cuvelier (1837-1900), photographe français, y est mort.
- Fernand Gregh (1873-1960), poète et académicien, avait une maison, appelée Bois-Billaud, à By en lisière de forêt où il recevait ses amis artistes. Il est enterré au cimetière communal avec son épouse la poétesse Harlette Hayem.
- Alfred Fabre-Luce (1899-1983), journaliste et écrivain. Fut propriétaire du château de La Rivière situé sur la commune de Thomery.
- Francis Gruber (1912-1948), peintre, vécut à Thomery au « Vieux Château » et est enterré dans le cimetière municipal[85].
- Adrienne Clostre (1921-2006), compositrice, Grand prix de Rome en 1949, est née à Thomery.
- Aymeric Chauprade (1969-?), géopolitologue et homme politique, a grandi à Thomery[86].

### Héraldique, logotype et devise
| Armes de Thomery | Elles peuvent se blasonner ainsi aujourd’hui : De gueules à la grappe de raisin d’or tigée et feuillée de deux pièces en ombre au trait aussi d’or, à la champagne fascée ondée d’azur et d’argent de quatre pièces. |

## Pour aprofondir